# 31940 Sutthiluk
31940 Sutthiluk è un asteroide della fascia principale. Scoperto nel 2000, presenta un'orbita caratterizzata da un semiasse maggiore pari a 2,2545449 UA e da un'eccentricità di 0,1526300, inclinata di 4,54408° rispetto all'eclittica.